# إيرني آدامز
إيرني آدامز (بالإنجليزية: Ernie Adams)‏ (3 أبريل 1922 في المملكة المتحدة - 1 سبتمبر 2009 في المملكة المتحدة) هو لاعب كرة قدم بريطاني (وحمل سابقاً جنسية المملكة المتحدة لبريطانيا العظمى وأيرلندا) في مركز الهجوم. لعب مع بريستون نورث إيند وكوينز بارك رينجرز ونادي فولهام.